# 孝泉站
孝泉站（：／ Hyocheon yeok */?）是位于韩国光州广域市南区的一座鐵路站，属于庆全线。

## 历史
- 1930年12月25日 - 落成使用[1]。

## 相鄰車站
韓國鐵道公社
慶全線
南平－孝泉－西光州